# 邓卫平
邓卫平（1955年11月—），江苏南通人，曾任中纪委驻公安部纪检组组长。

## 生平
1969年12月参加工作，1973年7月加入中国共产党，福建广播电视大学在职大专班中文专业毕业，在职大专学历。因邓卫平大部分時間在福建省工作，被广泛认为是习近平派系閩江新軍其中一员。
早年参加中国人民解放军，为福建省军区独立2师4团2营4连战士、副班长、班长。退伍后分配到福建省闽清县第二瓷厂，任政工组工作人员。1977-78年，任闽清县委整党办、团县委工作人员。1978-83年，任福建省莆田地委组织部干部科干部。1983年夏，进入中共福州市委组织部工作，历任干部二科干部、副科长、科长。1990年11月，转任中共福州市鼓楼区委副书记。1993年8月，任中共福州市郊区区委副书记、政法委书记。1995年11月，任中共福州市晋安区委书记。1998年9月，任福州市国家安全局局长、党委书记。2006年5月，任福建省国家安全厅副厅长、党委委员。2009年4月，任福建省国家安全厅副厅长、党委委员。2011年9月，任中共福建省纪委副书记。2014年1月，调任中共广西壮族自治区党委常委、自治区纪委书记。2015年3月，转任公安部纪委书记、党委委员；次月，兼任公安部督察长。2016年1月，改任中纪委驻公安部纪检组组长
2020年3月卸任退休。